# سگ‌زبان (سرده)
سَگ‌زَبان جنسی از گیاهان علفی دوساله است.
سگ‌زبان از تیرهٔ گاوزبان (Boraginaceae) است.
این جنس در ایران سه گونه دارد:
- سگ‌زبان معمولی
- سگ‌زبان کرتی
- سگ‌زبان تهرانی

سگ‌زبان تهرانی منحصر به ایران است.